# Walden (Tennessee)
Walden é uma cidade  localizada no estado norte-americano de Tennessee, no Condado de Hamilton.

## Demografia
Segundo o censo norte-americano de 2000, a sua população era de 1960 habitantes.
Em 2006, foi estimada uma população de 2029, um aumento de 69 (3.5%).

## Geografia
De acordo com o United States Census Bureau tem uma área de
9,4 km², dos quais 9,4 km² cobertos por terra e 0,0 km² cobertos por água.

## Localidades na vizinhança
O diagrama seguinte representa as localidades num raio de 16 km ao redor de Walden.